# Рилменидин
Рилменидин, оксазолин, замещённый в положении 2 аминодициклопропилметильной группой, обладающий антигипертензивными свойствами, поскольку является специфическим агонистом центральных и периферических имидазолиновых (I1) рецепторов.
Рилменидин менее эффективен, чем клонидин, зато обладает в 30 раз большей селективностью, чем клонидин, в отношении имидазолиновых рецепторов по сравнению с α2-адренорецепторами. Более низкое сродство рилменидина к α2-адренорецепторам может быть причиной меньшего седативного и других побочных эффектов. Это, в сочетании с его эффективностью в снижении артериального давления и более длительным периодом полураспада, сделало его гораздо более терапевтически полезным. Он продаётся под торговыми марками Альбарел, Hyperium, Iterium и Tenaxum.
Поскольку рилменидин даже при длительном применении не влиял на регуляцию глюкозы как при инсулинзависимом, так и при инсулиннезависимом сахарном диабете и не изменял параметры липидного обмена, его рекомендуют для снижения давления у больных диабетом.  Тем не менее, следует помнить что опасным побочным эффектом длительного приёма антигипертензивных средств, и в том числе рилменидина, может быть повышение внутричерепного давления, даже если оно сопровождается снижением центрального артериального давления.
Возбуждение центральных имидазолиновых рецепторов в сосудодвигательном центре продолговатого мозга сопровождается уменьшением симпатической импульсации к сосудам и сердцу, что приводит к снижению артериального давления  и общего периферического сопротивления сосудов (ОПСС), уменьшению частоты серде́чных сокраще́ний (ЧСС). Отчасти антигипертензивное действие обусловлено стимуляцией альфа2-адренергических рецепторов на мембранах нейронов в ядрах солитарного тракта. Снижает активность ренина и содержание норадреналина, ангиотензина II и альдостерона. Стимуляция периферических I1-имидазолиновых рецепторов в почках, надпочечниках, поджелудочной железе, жировой ткани и каротидных клубочках сопровождается рядом дополнительных эффектов. Возбуждение I1-имидазолиновых рецепторов в почках вызывает уменьшение реабсорбции натрия и воды, в надпочечниках — торможение высвобождения катехоламинов из хромаффинных клеток, в поджелудочной железе — увеличение секреции инсулина в ответ на нагрузку глюкозой, в адипоцитах — усиление липолиза, в каротидных клубочках — повышение чувствительности к понижению артериального давления и гипоксии/гиперкапнии.
По данным двойных слепых плацебо-контролируемых исследований и сравнительных исследований с эталонными препаратами обладает антигипертензивной активностью в терапевтических дозах (1 мг/сут однократно или 2 мг/сут в 2 приёма) при мягкой и умеренной степени артериальной гипертензии. Дозозависимо понижает систолическое артериальное давление (сАД) и диастолическое артериальное давление (дАД) (в покое и при физической нагрузке), действует в положении больного как лёжа, так и стоя. Оказывает пролонгированное фармакологическое действие, значимый гипотензивный эффект сохраняется в течение 24 ч после приёма в дозе 1 мг. При длительном применении не отмечается ослабления гипотензивного эффекта, а внезапная отмена не сопровождается развитием рикошетной гипертензии. Не нарушает физиологической реакции, проявляющейся изменением ЧСС в ответ на физическую нагрузку. В терапевтических дозах практически не влияет на сократимость миокарда, сердечный выброс, сердечные электрофизиологические индексы, почечный кровоток, характеристики клубочковой фильтрации и объём фильтрационной фракции.
Несмотря на то, что рилменидин является независимым от mTORC1 индуктором аутофагии, он в отличие от рапамицина оказался неэффективным для лечения миопатических проявлений поскольку при лечении рилменидином активация аутофагии происходит без одновременного усиления биогенеза лизосом.
Рилменидин увеличивал продолжительность жизни Caenorhabditis elegans и повышал их стрессоустойчивость, воздействуя на I1-имидазолиновый рецептор nish-1. При этом ограничение калорийности диеты, генетическое снижение функции TORC1 или лечение рапамицином не приводили к дальнейшему увеличению продолжительности жизни. Более того, у мышей, получавших рилменидин в тканях печени и почек наблюдались транскрипционные изменения, сходные с теми что наблюдаются при ограничении калорийности питания, что свидетельствует о геропротекторных свойствах рилменидина.